# Бледи војник
„Бледи војник” (енгл. The Adventure of the Blanched Soldier) је једна од 56 приповедака о Шерлоку Холмсу које је написао Артур Конан Дојл и једна је од дванаест прича у циклусу сакупљеном као Архива Шерлока Холмса (1927). Први пут је објављен у америчком часопису Liberty у октобру 1926. и у британском часопису The Strand Magazine месец дана касније. Ова прича је једна од само две које је испричао Холмс, а не доктор Вотсон, а друга је „Лавља грива”. Доктор Вотсон се не појављује ни у једној од ове две приповетке.

## Радња
Јануара 1903, у Улици Бејкер 221б, Џејмс М. Дод се консултује са Шерлоком Холмсом о свом несталом пријатељу, Годфрију Емсворту. Дод и Емсворт су служили у Јужној Африци током недавног Другог бурског рата, током којег је Емсворт рањен. Дод га није видео од извештаја о његовој повреди, што је навело Дода да верује да нешто није у реду.
Дод је писао пуковнику Емсворту, Годфријевом оцу, и речено му је да је Годфри кренуо на пут око света, али Дод није био задовољан овим одговором. Затим је Дод отишао у породичну кућу Емсвортових, у близини Бедфорда. Тамо је нашао четворо људи — пуковника и његову жену, као и старог батлера и његову жену. Пуковник је био веома нељубазан. Поновио је причу о синовљевом путовању око света, чак је и сумњао да Дод познаје његовог сина, и деловао је изнервирано због Додовог предлога да пошаље писмо Годфрију.
Дод је одлучио да утврди Годфријеву судбину. Те вечери, у спаваћој соби у приземљу, Дод је разговарао са батлером Ралфом. Након што је Ралф поменуо Годфрија у прошлом времену, Дод је посумњао да је његов пријатељ мртав. Ралф је рекао да није, али да би било боље да је мртав.
Мистерија се закомпликовала након што је Дод видео Годфријево лице на свом прозору, доказујући да је био на копну, а не на мору како је пуковник тврдио. Дод га је јурио, али је одустао након што је чуо како се врата затварају у близини.
Дод је успео да остане још један дан у кући Емсвортових, а том приликом је обишао имање. Видео је добро одевеног човека како излази из помоћне зграде, који се прилично узнемирио кад је открио да га Дод посматра. Дод је био убеђен да Годфри мора бити у овој згради.
Дод се током ноћи вратио у помоћну зграду и кроз прозор посматрао добро одевеног човека и још некога, за кога је претпоставио да је Годфри. Пре него што је успео да истражи, појавио се пуковник Емсворт. Узнемирен због Додовог кршења приватности породице, инсистирао је да Дод одмах оде.
Дод је отишао право код Холмса да исприча причу. Холмс га само пита за новине које је читао човек са Годфријем, и иако Дод није сигуран, Холмс делује задовољан одговором.
По доласку у кућу Емсвортових, Холмс примећује мирис катрана који долази из кожних рукавица које је Ралф скинуо. Пуковник прети да ће позвати полицију ако Дод и Холмс не оду, али Холмс истиче да би то изазвало катастрофу коју пуковник жели да избегне.
Убеђујући пуковника да зна тајну, Холмс добија дозволу да посети помоћну зграду; он и Дод чују Годфријеву причу право са његових усана. Током ноћи када је рањен у Јужној Африци, отишао је у једну кућу и преспавао у кревету. Након што се пробудио, схватио је да је окружен губавцима. Тамошњи лекар му је рекао да је у болници за губавце и да ће се вероватно заразити болешћу након што је спавао у кревету за губавце. Лекар му је помогао да залечи ране; након што се Годфри вратио у Енглеску, појавили су се страшни симптоми. Страх његове породице да ће њихов син бити смештен у институцију и стигма везана за лепру приморали су их да прикрију његово присуство.
Прича се завршава срећно. Холмс доводи сер Џејмса Сондерса, познатог дерматолога из Лондона. Доктор Сондерс утврђује да Емсворт има ихтиозу, односно псеудо-лепру, болест која је излечива.

## Повезане приче
Холмсова истрага о случају је одложена јер је ангажован на расветљавању „случаја који је мој пријатељ Вотсон описао као случај припремне школе, у који је војвода од Грејминстера био тако дубоко умешан”. Војвода од Холдернеса је био главни клијент у причи „Случај у интернату”.

## Историја објављивања
Приповетка је први пут објављена у америчком часопису Liberty у октобру 1926. и у британском часопису The Strand Magazine у новембру исте године. Прича је објављена са пет илустрација Фредерика Дора Стила у часопису Liberty и са пет илустрација Хауарда К. Елкока у часопису The Strand. Уврштена је у збирку кратких прича Архива Шерлока Холмса, која је објављена у Уједињеном Краљевству и САД у јуну 1927. године.

## Адаптације
Едит Мејзер је адаптирала ову причу као епизоде америчке радио-серије Авантуре Шерлока Холмса која је емитована 2. марта 1931. (са Ричардом Гордоном као Холмсом и Лијем Ловелом као др Вотсоном) и 2. маја 1936. (са Гордоном као Холмсом и Харијем Вестом као Вотсоном).
Мејзерова је такође адаптирала причу као епизоду америчке радио-серије Нове авантуре Шерлока Холмса која је емитована 19. фебруара 1940. (са Бејзилом Ратбоном као Холмсом и Најџелом Брусом као Вотсоном).
Мајкл Хардвик је драматизовао ову приповетку за BBC Light програм у августу 1959. као део радио-серије из 1952–1969. у којој су се нашли Карлтон Хобс у улози Шерлока Холмса и Норман Шели као др Вотсон, са Фредериком Тревсом као Џејмсом М. Додом.
Причу је за BBC Radio 4 током 1994. прилагодио Роџер Дејнс као део радио серије из 1989–1998. у којој су глумили Клајв Мерисон као Холмс и Мајкл Вилијамс као Вотсон. Поред њих су се појавили Роберт Гленистер као Џејмс Дод, Хана Гордон као Џин Вотсон и Дерек Варинг као пуковник Емсворт.
Године 2014, прича је адаптирана за радио као епизода Класичних авантура Шерлока Холмса, серије у америчкој радио-емисији Imagination Theatre, са Џоном Патриком Лоуријем као Холмсом и Лоренсом Албертом као Вотсоном.